# Shouldham Thorpe
Shouldham Thorpe – wieś w Anglii, w hrabstwie Norfolk, w dystrykcie King’s Lynn and West Norfolk. Leży 57 km na zachód od Norwich i 133 km na północ od Londynu. Miejscowość liczy 157 mieszkańców.